# Ia Glai
Ia Glai là một xã thuộc huyện Chư Sê, tỉnh Gia Lai, Việt Nam.
Xã Ia Glai có diện tích 35,29 km², dân số năm 1999 là 3.930 người, mật độ dân số đạt 111 người/km².